# José Ivaldo Almeida Silva
José Ivaldo Almeida Silva, meglio noto come Zé Ivaldo (Maceió, 21 febbraio 1997), è un calciatore brasiliano, difensore del Santos in prestito dal Cruzeiro.

## Caratteristiche tecniche
È un difensore centrale.

## Carriera
Cresciuto nelle giovanili dell'Atlético Paranaense, ha esordito in prima squadra il 2 maggio 2015 in occasione di un match del Campionato Paranaense vinto 5-0 contro il Nacional-PR.

## Statistiche

### Presenze e reti nei club
Statistiche aggiornate al 28 maggio 2023.
| Stagione                | Squadra                 | Campionato              | Campionato | Campionato | Coppe nazionali | Coppe nazionali | Coppe nazionali | Coppe continentali | Coppe continentali | Coppe continentali | Altre coppe | Altre coppe | Altre coppe | Totale | Totale | Totale |
| Stagione                | Squadra                 | Comp                    | Pres       | Reti       | Comp            | Pres            | Reti            | Comp               | Pres               | Reti               | Comp        | Pres        | Reti        | Pres   | Reti   |        |
| ----------------------- | ----------------------- | ----------------------- | ---------- | ---------- | --------------- | --------------- | --------------- | ------------------ | ------------------ | ------------------ | ----------- | ----------- | ----------- | ------ | ------ | ------ |
| 2015                    | Athl. Paranaense        | A1/PR+A                 | 1+0        | 0          | CB              | 0               | 0               |                    | -                  | -                  |             | -           | -           | 1      | 0      |        |
| 2016                    | Athl. Paranaense        | A1/PR+A                 | 0          | 0          | CB              | 2               | 0               |                    | -                  | -                  |             | -           | -           | 2      | 0      |        |
| 2017                    | Athl. Paranaense        | A1/PR+A                 | 12+6       | 1+0        | CB              | 0               | 0               | CL                 | 2                  | 0                  |             | -           | -           | 20     | 1      |        |
| 2018                    | Athl. Paranaense        | A1/PR+A                 | 10+19      | 1+1        | CB              | 5               | 0               | CS                 | 2                  | 0                  |             | -           | -           | 36     | 2      |        |
| 2019                    | Athl. Paranaense        | A1/PR+A                 | 7+0        | 0          | CB              | 0               | 0               | CL                 | 1                  | 0                  |             | -           | -           | 8      | 0      |        |
| 2019                    | Vitória                 | B                       | 11         | 0          | CB              | 0               | 0               |                    | -                  | -                  |             | -           | -           | 11     | 0      |        |
| 2020                    | Athl. Paranaense        | A1/PR+A                 | 2+14       | 0          | CB              | 1               | 0               | CL                 | 1                  | 0                  | SB          | 0           | 0           | 18     | 0      |        |
| 2021                    | Athl. Paranaense        | A1/PR+A                 | 7+30       | 0+1        | CB              | 5               | 2               | CS                 | 8                  | 0                  |             | -           | -           | 50     | 3      |        |
| 2022                    | Athl. Paranaense        | A1/PR+A                 | 4+0        | 0          | CB              | 0               | 0               | CS                 | 0                  | 0                  | RS          | 1           | 0           | 5      | 0      |        |
| 2022                    | Cruzeiro                | B                       | 30         | 1          | CB              | 3               | 0               |                    | -                  | -                  |             | -           | -           | 33     | 1      |        |
| 2023                    | Athl. Paranaense        | A1/PR+A                 | 10+4       | 2+0        | CB              | 3               | 0               | CL                 | 3                  | 0                  |             | -           | -           | 20     | 2      |        |
| Totale Athl. Paranaense | Totale Athl. Paranaense | Totale Athl. Paranaense | 126        | 6          |                 | 16              | 2               |                    | 17                 | 0                  |             | 1           | 0           | 160    | 8      |        |
| Totale carriera         | Totale carriera         | Totale carriera         | 167        | 7          |                 | 19              | 2               |                    | 17                 | 0                  |             | 1           | 0           | 204    | 9      |        |